# 삿포로 생맥주 쿠로 라벨
삿포로 생맥주 쿠로 라벨(일본어: サッポロ生ビール黒ラベル)은 일본의 삿포로 맥주가 제조 및 판매하는 맥주 제품이다. 에비스 맥주와 더불어 삿포로 맥주의 주력 상품이다. 일본을 제외한 대부분의 국가에서는 삿포로 프리미엄 맥주(SAPPORO PREMIUM BEER)라는 명칭으로 쿠로 라벨에 상당하는 상품을 판매하고 있다. 2019년 기준으로 일본에서 135ml · 250ml · 350ml · 500ml 캔과 대병 (633ml) · 중병 (500ml) · 소병 (334ml)이 판매되고 있다.